# Francesco Rossi (schermidore)
Francesco Rossi (Torino, 26 aprile 1966) è uno schermidore italiano, specializzato nel fioretto. Ha vinto una medaglia d'argento ai Campionati mondiali di scherma.

## "Chicco"
Atleta del Club Scherma Torino, appartenente al Gruppo Sportivo Fiamme Oro Polizia di Stato dal 1986 al 1997.
Allenato dal maestro Egon Franke, polacco, già campione olimpico individuale a Tokio 1964 e pluricampione del mondo di fioretto.
Nazionale italiano di fioretto dal 1984 al 1997
Argento individuale campionato italiano under 20 1985 
Bronzo individuale Coppa del Mondo under 20 1986
Bronzo a squadre Universiadi Zagabia 1987
Argento a squadre Universiadi Buffalo 1993
2 ori a squadre campionati italiani under 20 di fioretto e di spada 1986
4 ori individuali campionati italiani universitari 1993, 1994, 1995, 1996
3 bronzi individuali campionati italiani assoluti  1988, 1994, 1995
6 argenti a squadre campionati italiani assoluti 1987, 1988, 1989, 1995, 1996, 1997
4 ori a squadre campionati italiani assoluti 1991, 1992, 1993, 1994
4 ori individuali campionati italiani senior 1993, 1994, 1995, 1996
1 argento a squadre campionati del mondo Essen 1993
2 Coppe Italia individuali 1993, 1994
1 coppa Europa a squadre 1987
Numerose finali individuali di Coppa del Mondo, Under 20 e assoluta tra il 1985 e il 1997.
Insignito di una medaglia d’argento (1993) e di quattro medaglie di bronzo (1991, 1992, 1993, 1994) al valore atletico dal Presidente della Repubblica.
Compagno di squadra di molti campioni olimpici e mondiali quali: Fabio Dal Zotto, Mauro Numa, Federico Cervi, Angelo Scuri, Andrea Borella, Andrea Cipressa, Stefano Cerioni, Luca Vitalesta, Marco Arpino, Alessandro Puccini, Salvatore Sanzo.
Appartenente alla Polizia di Stato dal 1986 al 2003, congedato con il grado di sovraintendente.
Laureato in Giurisprudenza presso l’Università di Torino.
Master di diritto internazionale presso l'Università di Lugano, Svizzera. 
Ha due figli, Alessandro e Ginevra.
Ha collaborato nello Studio legale del padre Avv. Piergiorgio Rossi dal 1992 al 2009.
Ha aperto numerose attività imprenditoriali di successo tra le quali una catena di ristoranti giapponesi denominata "Kiki" a Torino, Alba (CN) tra il 2000 e il 2010.
Ha fondato ed è stato Presidente della Associazione Sportiva Torino Scherma tra il 2005 e il 2009 al fine di garantire la continuazione dell'attività di maestro al suo mentore Egon Franke. Tutto questo in segno di grande riconoscenza e rispetto verso colui che gli aveva insegnato tutto e che continuava ad istruire un numero elevato di allievi. 
Ha costituito numerose società attive nel campo immobiliare, di gestione di centri estetici e del benessere, nel campo della ristorazione, food&drink, per la locazione auto di lusso senza autista, per la consulenza legale in generale.
Ha costituito un importante Holding Internazionale: A&G International Holding SA, (C.F. 97726830017), iscritta all'Ufficio del Registro di Commercio Cantone Ticino, al numero d'ordine 501.3.013.724-8, con sede in Via Vanoni n°4, 6200 Lugano (CH).
Purtroppo, da circa tre anni è affetto da una grave patologia che lo costringe a periodici e dolorosi trattamenti chemioterapici, molto invasivi.
Ha aperto un profilo Facebook per richiedere aiuto e sostegno economico per le cure mediche e per potersi recare negli Stati Uniti al fine di sottoporsi a delle cure sperimentali specifiche ma molto costose.

## Palmarès
Mondiali 
Individuale
A squadre
- Argento nel fioretto a Essen 1993

 Universiadi 
Individuale
A squadre
- Argento nel fioretto a Buffalo 1993
- Bronzo nel fioretto a Zagabria 1987

 Campionati italiani 
Individuale
- Bronzo nel fioretto nel 1988
- Bronzo nel fioretto nel 1994
- Bronzo nel fioretto a Prato 1995

A squadre
- Oro nel fioretto a Mazara Del Vallo 1991
- Oro nel fioretto a Foggia 1992
- Oro nel fioretto a Livorno 1993
- Oro nel fioretto nel 1994
- Argento nel fioretto a Genova 1987
- Argento nel fioretto nel 1988
- Argento nel fioretto a Foggia 1989
- Argento nel fioretto a Prato 1995
- Argento nel fioretto a Bologna 1996
- Argento nel fioretto a Bolzano 1997

Altri risultati
Campionati italiani di scherma giovani
Individuale
- Argento nel fioretto nel 1985

A squadre